# 6-й военный округ (вермахт)
6-й военный округ (нем. Wehrkreis VI) — единица военно-административного деления Вооруженных сил Германии во времена Веймарской республики и нацистской Германии с 1919 года по 1945 год. Военный округ обеспечивал военную безопасность на территориях провинций Ганновер (позднее в основном включена в 11-й военный округ), Рейнланд (после ремилитаризации Рейнской области в 1936 году) и Вестфалии, а также набор и подготовку частей рейхсвера и, позднее, вермахта на этой территории. В 1940 году военный округ был увеличен за счёт части территории Бельгии Эйпен-Мальмеди, которая была включена непосредственно в состав нацистской Германии. Штаб-квартира военного округа находилась в Мюнстере (Вестфалия). Командованию военного округа подчинялись 4 инспекции комплектования (нем. Wehrersatzbezirk), расположенные в Мюнстере, Дортмунде, Дюссельдорфе и Кёльне.

## Командование

### Командующие
- генерал-лейтенант Оскар фон Ваттер (нем. Oskar von Watter) (1919—1920)
- генерал артиллерии Фридрих фон Кампе (нем. Friedrich von Campe) (1920)
- генерал-лейтенант Фриц фон Лоссберг (нем. Fritz von Loßberg) (1920—1924)
- генерал-лейтенант Леопольд фон Ледебур (нем. Leopold von Ledebur) (1925—1928)
- генерал-лейтенант Макс Фёренбах (нем. Max Föhrenbach) (1928—1931)
- генерал-лейтенант Вольфганг Флек (нем. Wolfgang Fleck) (1931—1934)
- генерал артиллерии Ханс Гюнтер фон Клюге (1934—1938)
- генерал артиллерии Георг фон Кюхлер (1938—1939)
- генерал инженерных войск Отто-Вильгельм Фюрстер (нем. Otto-Wilhelm Förster) (1938—1939)
- генерал инфантерии Герхард Глокке (нем. Gerhard Glokke) (1939—1944)
- генерал инфантерии Франц Маттенклотт (нем. Franz Mattenklott) (1944—1945)